# Plunomia tibialis
Plunomia tibialis är en tvåvingeart som beskrevs av Malloch 1940. Plunomia tibialis ingår i släktet Plunomia och familjen markflugor. Inga underarter finns listade i Catalogue of Life.